# Herald Square
Herald Square es una plaza formada por la intersección de Broadway, la Sexta Avenida (llamada oficialmente Avenue of the Americas) y la calle 34, situada en el borough de Manhattan, Nueva York, Estados Unidos. Llamada así en honor al New York Herald, un antiguo periódico que tenía su sede allí, también da su nombre a la zona que la rodea. Herald Square es una típica plaza neoyorquina formada por la intersección de dos calles que se cruzan diagonalmente, que dan lugar a dos secciones con nombre: Herald Square al norte y Greeley Square al sur.

## Descripción

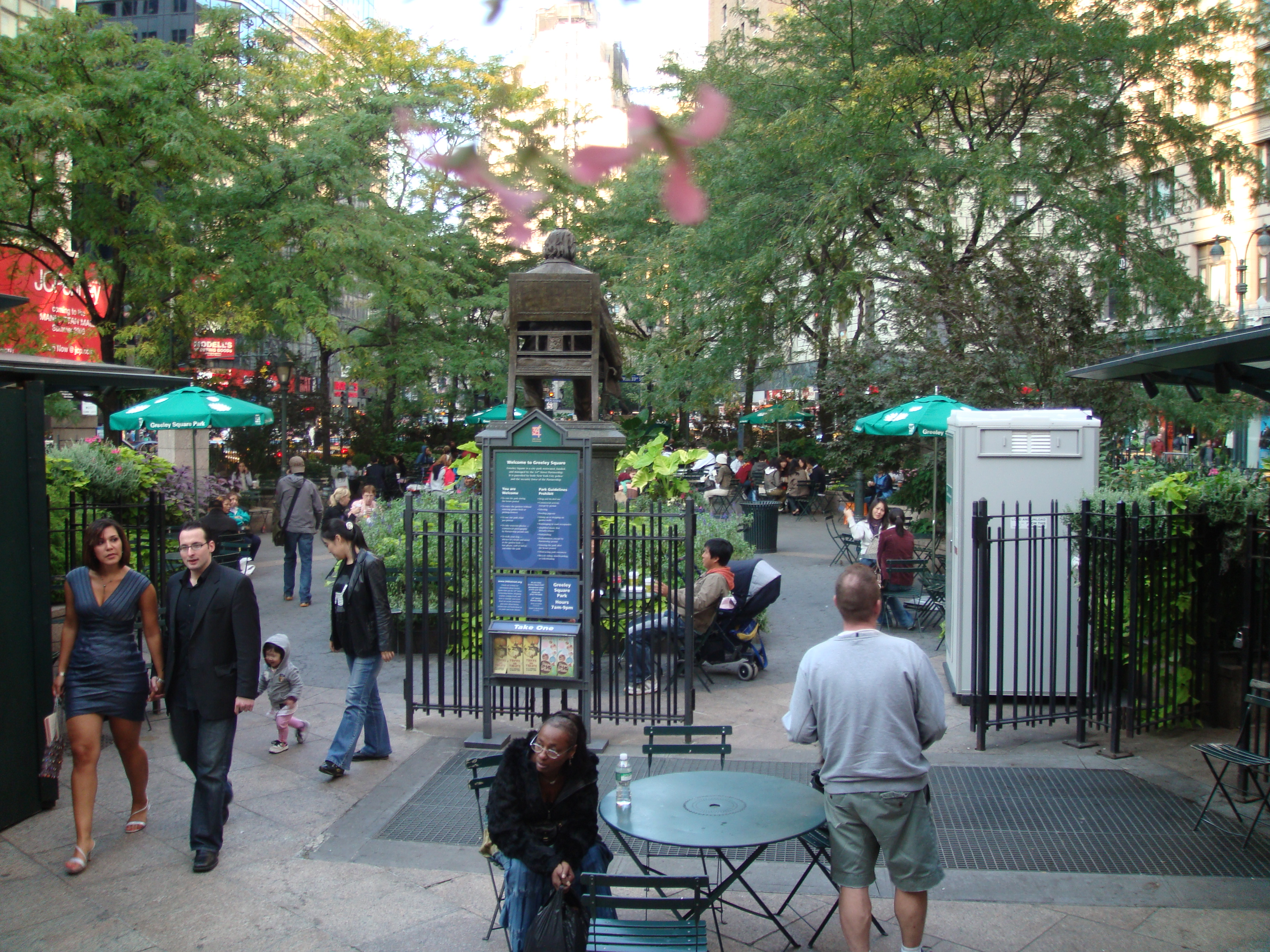
Greeley Square

Herald Square propiamente dicha es la parte norte de la plaza, situada entre las calles 34 y 35, donde se encontraba el antiguo edificio del New York Herald. La plaza contiene un gran reloj mecánico cuya estructura fue fabricada en 1895 por el escultor Antonin Carlès. Conocido como «monumento a James Gordon Bennett», se caracteriza por la presencia de una escultura de Minerva, la diosa de la sabiduría, con sus búhos frente a la campana, flanqueada por dos campaneros colocados sobre un pedestal de granito rosa de Milford. La campana del monumento fue diseñada para que repicara cada hora en punto. 
Los dos obreros de bronce, de dos metros de altura, apodados Stuff y Guff, dan la impresión de tocar la campana con sus mazos, pero en realidad es tocada por mazos situados detrás de la campana. Las figuras y el reloj formaron parte originalmente del edificio del New York Herald de 1894 que se encontraba en la plaza. Antes de la demolición de este edificio en 1921, las figuras fueron retiradas y se reinstalaron en la plaza en 1940.
Greeley Square se encuentra entre las calles 32 y 33, entre Broadway y la Sexta Avenida, y está ocupada casi completamente por un pequeño parque triangular. Se llama así en honor a Horace Greeley, que fue el director del New York Tribune, el periódico rival del Herald (posteriormente los dos periódicos se fusionaron formando el New York Herald Tribune). Dentro del parque hay una estatua de Greeley, realizada en 1890 por Alexander Doyle. El parque contiene árboles y arbustos, está rodeado por una valla de hierro forjado, y está provisto de sillas, mesas y un quiosco.
Herald Square y Greeley Square son en la actualidad áreas de descanso para los miles de compradores que inundan el barrio, un comedor para los miles de trabajadores de oficinas de Midtown Manhattan, y un escenario habitual de lanzamientos de productos, actuaciones musicales, sesiones de fotografía y rodajes de películas.

## Comercios

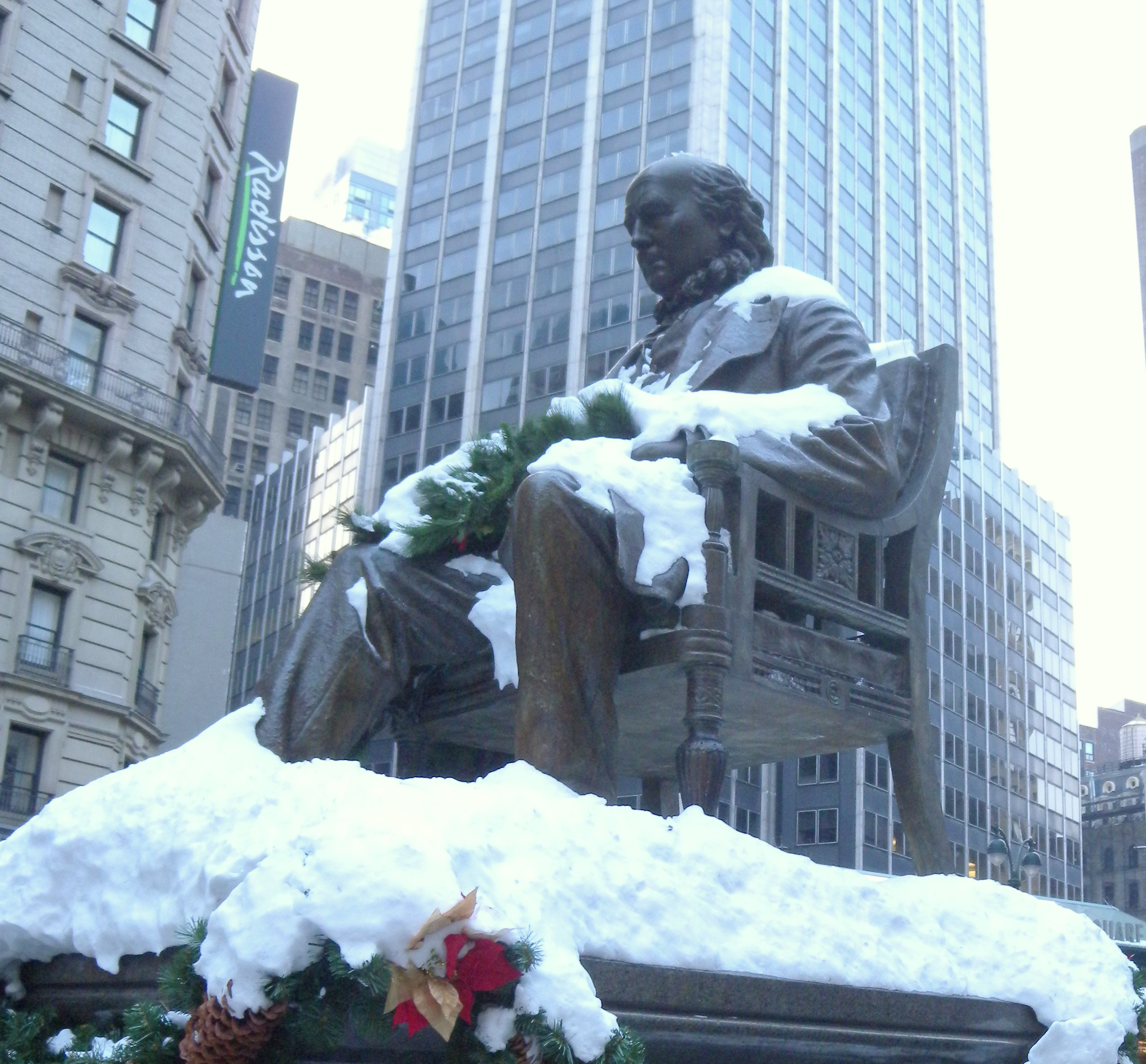
La estatua de Horace Greeley

La zona que rodea Herald Square a lo largo de Broadway y la calle 34 es una zona comercial. La principal atracción es Macy's Herald Square, los grandes almacenes insignia de Macy's y los más grandes de los Estados Unidos. En 2007, Macy's, Inc. trasladó su sede corporativa a esta tienda tras cambiar su nombre anterior, Federated Department Stores. El máximo competidor de Macy's, Gimbels, también se encontraba en la zona hasta 1984; en 1986 su edificio se convirtió en el Manhattan Mall. Entre los antiguos grandes almacenes que se encontraban en la zona están E.J. Korvette, Stern's y Abraham & Straus. J.C. Penney inauguró su primera tienda insignia en Manhattan en agosto de 2009 en la antigua ubicación de Abraham & Straus en el Manhattan Mall. La plaza está aproximadamente a la misma distancia de Madison Square al sur y de Times Square al norte. El lado sur de Herald Square, la calle 32, bordea el barrio de Koreatown.

## Transporte
La zona está servida por la estación Calle 34–Herald Square del Metro de Nueva York, que está servida por los trenes B, D, F, <F>, M, N, Q, R y W. También se encuentra cerca la estación de la calle 33 de las líneas Hoboken–Calle 33 y Journal Square–Calle 33 del PATH.

## Renovación

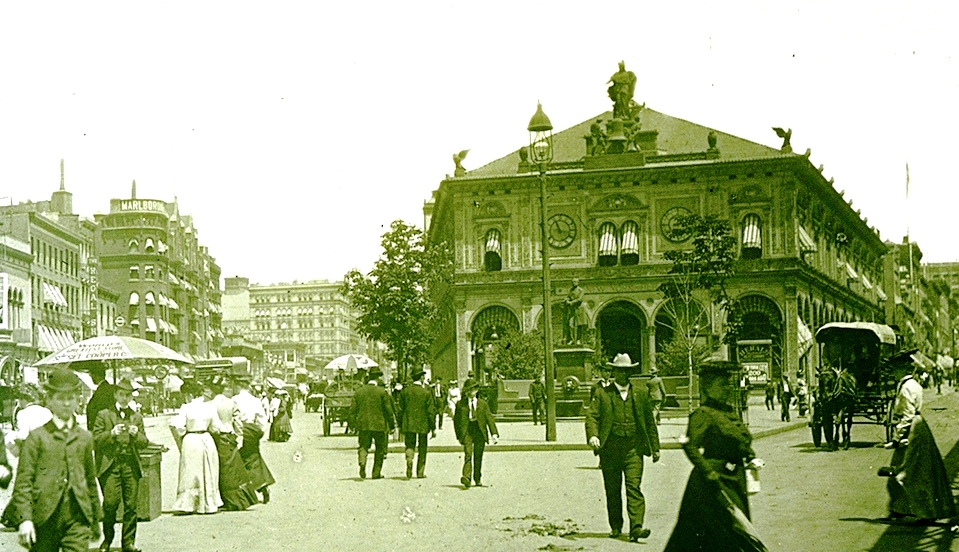
El edificio del New York Herald y Herald Square en torno a 1895

Desde 1992, Herald Square y Greeley Square han sido mantenidas por la 34th Street Partnership, un distrito de mejora de negocios que gestiona treinta y una manzanas de Midtown Manhattan. La asociación proporciona servicios sanitarios y de seguridad, mantiene un programa horticultural que incluye árboles, jardines y jardineras, y organiza eventos, lanzamientos de productos y sesiones fotográficas. La 34th Street Partnership también ha instalado sillas, mesas y sombrillas en los parques. En 1999, los parques fueron renovados completamente. Dos años más tarde, la asociación instaló los dos primeros aseos de pago automáticos de la ciudad, uno en cada plaza.
Desde 2008, cada plaza tiene un quiosco de comida operado por la tienda de sándwiches, sopas y ensaladas 'Wichcraft. En 2009, la 34th Street Partnership convirtió los aseos de pago de los parques en instalaciones públicas, una rareza en Nueva York.
Con la introducción de Broadway Boulevard, un proyecto de 2009 del Departamento de Transporte de la Ciudad de Nueva York que pretendía aumentar el espacio peatonal en el tramo de Broadway entre las calles 35 y 42, el espacio proporcionado por Herald Square y Greeley Square fue más que duplicado, cambiando radicalmente el carácter de la zona. Las dos manzanas de Broadway entre las calles 33 y 35 fueron cerradas completamente al tráfico rodado, y se peatonalizaron. La 34th Street Partnership instaló en el espacio peatonalizado sillas, mesas y sombrillas y empezó a organizar programas públicos gratuitos como clases de baile y de ejercicios. A fecha de abril de 2013, el bulevar ha sido rediseñado.
Debido a la popularidad de la plaza peatonal y los carriles bici de Herald Square y Greeley Square, la plaza fue rediseñada de nuevo en 2019. La manzana de Broadway entre las calles 32 y 33 fue cerrada al tráfico de automóviles y bicicletas, mientras que se reabrió al tráfico la calle 33 entre Broadway y la Sexta Avenida, y el carril bici que atravesaba Greeley Square fue trasladado de Broadway a la Sexta Avenida. El baño público de Greeley Square fue renovado en 2020.

## En la cultura popular
Numerosas canciones mencionan Herald Square, entre ellas Give My Regards to Broadway (1904) de George M. Cohan, Take Me Back to New York Town (1907) de Andrew B. Sterling y Harry Von Tilzer, Rosalinda's Eyes (1978) de Billy Joel y Bad Reputation (1994) de Freedy Johnston.
Herald Square es el lugar donde termina el desfile del día de Acción de Gracias de Macy's, retransmitido por todo el país por la NBC.